# سر بارنی باتلز
سر بارنی باتلز (انگلیسی: Barney Battles Sr.; ۱۳ ژانویهٔ ۱۸۷۵ – ۱۷ فوریهٔ ۱۹۰۵) بازیکن فوتبال اهل پادشاهی متحد بریتانیای کبیر و ایرلند بود.
از باشگاه‌هایی که در آن بازی کرده‌است می‌توان به باشگاه فوتبال سلتیک و باشگاه فوتبال لیورپول اشاره کرد.